# Christian LeBlanc
Christian Jules LeBlanc (Fort Bragg, 25 agosto 1958) è un attore statunitense.
Noto principalmente per il ruolo di Michael Baldwin nella soap opera Febbre d'amore ma anche per il ruolo di Kirk McColl in Così gira il mondo.

## Filmografia parziale
Cinema
- The Disturbance at Dinner, regia di Greg Akopyan e Lawrence Kane (1998)
- Grave Secrets, regia di David Hillenbrand (2013)

Televisione
- Così gira il mondo (As the World Turns) - 19 episodi (1983-1985, 2005)
- L'ispettore Tibbs (In the Heat of the Night) - 8 episodi (1988)
- Febbre d'amore (The Young and the Restless) - 2293 episodi (1991-1993, 1997-in corso)
- La morte preannunciata (Seeds of Tragedy) - film TV (1991)
- Perry Mason: Il bacio che uccide (Perry Mason: The Case of the Killer Kiss) - film TV (1993)
- Un detective in corsia (Diagnosis: Murder) - un episodio (1995)
- Sentieri (The Guiding Light) - 2 episodi (2009)
- The Grove - film TV (2013)
- Venice the Series - 24 episodi (2011-2014)

Videoclip musicali
- I Keep On Loving You - Reba McEntire (2010)

## Riconoscimenti
- Daytime Emmy Awards
  - 2005: "Outstanding Lead Actor in a Drama Series"
  - 2007: "Outstanding Lead Actor in a Drama Series"
  - 2009: "Outstanding Lead Actor in a Drama Series"
- Independent Shorts Awards
  - 2020: "Best Acting Ensemble"
- Online Film & Television Association
  - 2003: "Best Supporting Actor in a Daytime Serial"
  - 2009: "Best Actor in a Daytime Serial"